# Romano Ferrari Zumbini
Romano Ferrari Zumbini (Parma, ...) è uno storico italiano che si occupa di diritto e di istituzioni politiche.

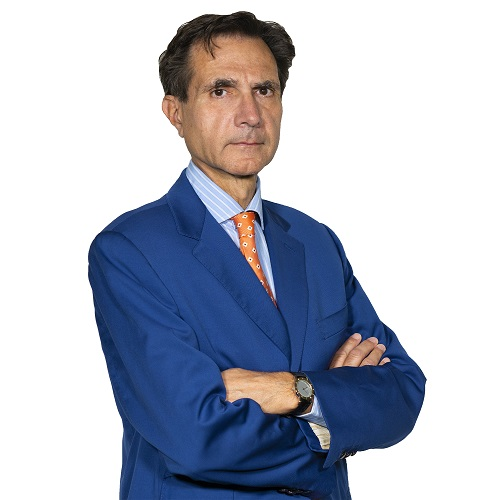
Romano Ferrari Zumbini

Ha elaborato due linee di riflessione: nell’ambito della Storia costituzionale e nell’osservazione della società occidentale contemporanea.
Insegna Storia del diritto e Storia costituzionale presso l’università Luiss di Roma. Ha conseguito l'abilitazione nazionale a professore ordinario in Storia delle istituzioni e delle dottrine politiche (2013 e 2019) e in Storia del diritto (2019). 
È un alto dirigente del Senato della Repubblica ed è presidente del centro studi Paracelsus.

## Carriera Accademica
Ha studiato alla Sapienza di Roma con Giovanni Cassandro e ha esordito con una monografia sulla funzione giurisdizionale del Senato del Regno fra XIX e XX sec. (L’incidente Nasi, Padova, 1983), nonché a Berlino alla Freie Universität con Christoph Müller e Friedrich Wilhelm Ebel, allorché ha maturato una monografia sul Tempo nel processo, per l’esattezza sulla denegata giustizia nell’Alto medioevo (La lotta contro il Tempo, Roma, 1997), premiato nel dicembre 1998 presso la Facoltà di giurisprudenza dell’Università di Napoli Federico II dal Club dei giuristi nel novero dei libri dell’anno 1997 nonché a Mannheim.
Ha iniziato l’insegnamento nell’Università di Messina, presso la Facoltà di Scienze politiche, con Andrea Romano nel corso di Storia delle istituzioni politiche, e ha proseguito all’Università di Roma Tre, nella Facoltà di Giurisprudenza, con Ugo Petronio nel corso di Storia delle codificazioni. Dal 2002 è titolare della cattedra di Storia del diritto presso l’Università LUISS, sempre nella Facoltà di Giurisprudenza. Altresì, fra gli anni 2006 e 2008 ha ivi tenuto il corso di Storia delle codificazioni. Dal 2005 tiene il corso di Storia costituzionale presso la School of Government della medesima università.

## Il Pensiero
La produzione scientifica può esser ripartita in due fasi.
La prima fase è di indagine pura sui passaggi costituzionali; fase, culminata con le due edizioni di Fra Norma e Vita (2016 e 2019),volte a ricostruire -prendendo a spunto il Regno di Sardegna - la Costituzione completa di un ordinamento; Costituzione, intesa come ampio mosaico di molteplici e multiformi tessere aventi natura non solo normativa. Anche la condotta condivisa dei players istituzionali forgia la Costituzione (cosiddetta spontaneità costituzionale),come nel caso della nascita del Consiglio dei Ministri, del Presidente del Consiglio dei Ministri, dell'inchiesta parlamentare, dell'interim ministeriale e di forme di decreti delegati, come pure una primigenia forma di giustizia costituzionale nella Repubblica cisalpina (aprile 1797-settembre 1798). Altresì, pure gesti reiterati della comunità forgiano la Costituzione (come nel caso della nascita del controllo diffuso sulla magistratura a Torino nel 1848 per via del successo ottenuto da un rivista di giurisprudenza, che pubblicava periodicamente sentenze depositate nelle cancellerie dello Stato).
La seconda fase si è aperta a riflessioni critiche sulla contemporaneità e culminata nella monografia Il grande Giudice (1a ed.2021;1a ed.riv.ed ampl. 2022), dalla quale emergono riflessioni sul Tempo, il ruolo del senso del Tempo nella cultura occidentale e gli effetti dell’avvenuta abrogazione del senso del Tempo nel XXI secolo all’interno della civiltà occidentale. Giunge a riflessioni problematiche sull’effettivo desiderio di libertà nella società.
Dalla soppressione del senso del Tempo -definito meccanismo oggettivo di vincolo- fa discendere l’origine dell’abolizione di ogni oggettività nella società. Per cui,le parole hanno dissolto i loro significati, immolate al liber-, ossia al paradigma contemporaneo della deliberata e ostentata assenza di paradigmi. Ha descritto (legandoli agli anni ‘50 e ‘60 del XX sec.) gli anni della torsione, ossia lo sviluppo del pensiero liber- (termine che include una pluralità di sensibilità culturali, da liberale, neo-liberale, liberismo, libertario e libertino, ogni concetto ispirato al superamento di ogni limite e di ogni vincolo).
Ha ravvisato per ogni società la necessità della Regola, ossia del punto di resistenza da vincere per costruire punti fermi nella vita dei singoli e, a maggior ragione, della comunità.
È autore altresì di un romanzo, 7 verba, edito presso Liberilibri (Macerata 2021); ambientato in una scuola austriaca nel 1963/64, ma in verità apologo critico della società europea del XXI secolo.

### Storia costituzionale
- Tra idealità e ideologia - Il Rinnovamento costituzionale nel Regno di Sardegna fra la primavera 1847 e l’inverno 1848, Torino 2008
- Tra norma e vita - Il mosaico costituzionale a Torino, (1846-1849), Roma 2016
- Tra norma e vita - Come si forma una Costituzione tra diritto e sentire comune, (1846-1850), Roma 2019 (2ª ed.)
- Il mosaico regolamentare nelle Camere subalpine del 1848 in "Giornale di Storia costituzionale", I/2008, pp.17-23
- Lo statuto albertino tra spontaneità e mobilità: per un costituzionalismo a geometria variabile?, in "Le carte e la storia, Rivista di Storia delle Istituzioni" 1/2011, pp. 13–22
- Il decreto legislativo e il decreto-legge agli esordi dello Statuto albertino in "Quaderni Costituzionali"  2/2011, pp. 303–312
- 1848-1920 - L'interim ministeriale, un istituto spontaneo? in "Quaderni Costituzionali" 1/2012, pagg.75-91
- Nella Repubblica cisalpina fra aprile 1797 e settembre 1798: un inatteso esempio di costituzionalismo a geometria variabile in "Giornale di Storia costituzionale“, I/2014, n. 27, pp. 11-29
- Torino (1848-1849) come laboratorio costituzionale: la nascita spontanea della fiducia parlamentare in "Scritti in onore di N. Picardi", Pisa 2016, Vol. II,  pp. 1147–1162
- La spontanea genesi dell’inchiesta parlamentare in Italia (1848-1920) - in "Scritti onore M. S. Corciulo", ESI 2017, Vol. C, pp. 263-273
- Alla ricerca di una consapevolezza...La "spontaneità" come fonte nella storia costituzionale in Italia (1797- 1919)? in "Scritti memoria M. A. Cocchiara", Università di Messina, 9 marzo 2017, pp. 265–272
- Note a margine del libro "Tra norma e vita" in "Le carte e la storia" II, 1/2018, pp. 25-30
- Tra finzione e realtà (Riflessioni su tendenze storiografiche dal 1866 a oggi) in "Giornale di Storia costituzionale", II/2018, pp. 53–67
- Presentazione Tra norma e vita in "Atti dell'Accademia delle Scienze", Rendiconti anni 2017/18 (Scienze morali), Tomo VIII nuova serie, Bononia University Press, pp. 291-294
- Il Consiglio dei ministri e il Presidente del Consiglio: due organi spontanei? in "Le Carte e la Storia" I/2019, pp. 34–42
- Anche a Roma (1849), la spontaneità? in "Studi per Andrea Romano" (Università di Messina), Bologna 2020 , pp. 175-180
- Introduzione a Senato Segreto (con G.Stolfi e L.Carnimeo), Macerata 2021, pp. 9–38
- Fra Costituzione e costituzione-riflessioni a geometria variabile fra mosaico e testo in "Le danze di Clio e Astrea (Fondamenti storici del diritto europeo)", Torino 2023, pp. 513-558

### Storia della cultura occidentale
- Il Grande giudice - Il Tempo e il destino dell'Occidente, Roma 2021, pagg. 1-343
- Il Grande giudice - Il Tempo e il destino dell'Occidente (1a ed.rivista ed ampliata), Roma 2022, pp. 1-347 (con prefazione di G.Orsina)
- L’Europa fra sovranità indecisa ed ipertrofia. Sciogliere le sovrapposizioni per un’Europa più snella in Federalismi.it, 13/2015
- Europa fra "il" luogo e "un" non-luogo in "Il Mulino", 2/2016, pp. 338-345
- Longing for a lost simplicity. Regenerating Europe: why not - (minus) instead of a + (plus) in "Bocconi Legal Papers", 7/2016, pp. 61–72
- L'Occidente nella trappola di Narciso in "Limes", 5/2022, pp. 121 ss
- L'Ucraina in bianco e nero in "Limes", 9/2022, pp. 115 ss
- L’Occidente e il nodo della cravatta in Limes online, 24 novembre 2022
- Wokismo e antisemitismo in Limes online, 15 dicembre 2023
- Guardando dalla finestra. Riflessioni semplici, Roma 2025, Paracelsus Editori, pp. 196